# RTS Espace 2
RTS Espace 2 è la seconda stazione radiofonica pubblica della Svizzera romanda, di proprietà di RTS con sede a Losanna. Il suo slogan è "La vie côté culture" (Il lato culturale della vita).

## Loghi

1990-1994[senza fonte]
1994-1997[senza fonte]
1997-1999[senza fonte]
1999-2000[senza fonte]
2000-2003[senza fonte]
Vecchio logo
Logo utilizzato dal 29 febbraio 2012 al 15 settembre 2016
Logo utilizzato dal 15 settembre 2016 al 25 agosto 2024
Logo in uso dal 25 agosto 2024

## Programmazione
L'emittente trasmette principalmente musica classica e jazz, dedicando ampi spazi a temi di attualità (Les Temps qui courante) e storici (Histoire Vivante), oltre ad un programma interamente incentrato su discussioni di carattere letterario (Entre les lignes).

## Frequenze e trasmissione
RTS Espace 2 è ricevibile attraverso FM e DAB, ma anche via cavo, satellite e internet.